# Savigneux, Loire
Savigneux är en kommun i departementet Loire i regionen Auvergne-Rhône-Alpes i centrala Frankrike. Kommunen ligger i kantonen Montbrison som tillhör arrondissementet Montbrison. År 2022 hade Savigneux 3 489 invånare.

## Befolkningsutveckling
Antalet invånare i kommunen Savigneux
| Referens: INSEE |